# Vi smålänningar
Vi smålänningar var en svensk tidskrift som utgavs under 1970- och 1980-talet. Tidningen innehöll artiklar om Småland, till exempel om Smålands kulturhistoria, reportage om enskilda smålänningar och liknande.
Första numret utgavs år 1976, och den utgavs under 1980-talet med tolv nummer per år. Den lades ned 1988.